# Кегель
Кегель, кегль — основна розмірна характеристика шрифту, позначають числом, одиниця вимірювання — типографський пункт, квадрат. Кегель — висота площадки, на яку покладають літери разом із пропуском, які забезпечують при наборі прямий рядок та нормальний інтерліньяж, тому кегель не є висотою знаку (літери) в чистому вигляді. Термін німецького походження (Kegel), його англомовний аналог (type size) не є точним.

## Довідка про історію та поширення типографського пункту
Історія шрифтів сягає XVI сторіччя, коли почався розвиток книгодрукування. В XVIII столітті основою для створення одиниці вимірювання кегеля став розмір шрифту, яким у 1465 році Петер Шефер надрукував перше видання Цицерона (книга «Про обов'язки»).
- Сучасний типографський пункт винайдений у Франції. Розробку такого стандарту почав священник Себастіан Труше, який запропонував міру, рівну 1/1728 від французького футу (Pied du Roi, «королівська стопа», давня одиниця довжини— 324,8 мм). Його пункт дорівнював 0.188 мм.
- 1737-го року друкар П'єр Фурньє у своїй брошурі «Tables des Proportions qu'il faut observer entre les caractères», визначив цю одиницю як 1/864 в паризьких футах (300,1 мм), вона становила 1/12 від величини давнього шрифту Цицеро (близько 0,345 мм). Деякий час міра Фурн'є була забута, у 1927 році почалось її нове життя; на сьогодні нею послуговуються в Бельгії.
- Представник паризької династії видавців, Франсуа-Амбруаз Дідо, запропонував свою одиницю вимірювання, яка становила 2 пункта Труше, 1/12 цицеро і базувалась на французькому футі (0.37593 мм). Нині пункт Дідо є базовим для кількох варіацій, що застосовується в Європі та в усьому світі.

Американське книгодрукування з 1886 року використовує одиницю, що дорівнює 0,3515 мм. Для розрізнення з європейським пунктом, її називають пойнт.

В СРСР була спроба переглянути значення пункту, «округлити» до 0,375 мм, однак її реалізації завадила війна.

Наприкінці 1980 років американська компанія Adobe внесла на цей час останню корективу в значення одиниці вимірювання кеглів: 1 пункт дорівнює 1/72 англійського дюйма (25,4 мм), тобто 0,352777….мм. Таким чином, англо-американську систему вимірювання шрифтів використовують в усіх комп'ютерних програмах верстки та дизайну.

## Розміри шрифту
Шрифти від 3 до 12 пунктів називаються текстовими, від 14 до 64— заголовковими, а від 72— плакатними.
Ще в часи металевого набору виникли назви кеглів різного розміру:
| Розмір в пунктах | Назва                                                | Приклад |
| ---------------- | ---------------------------------------------------- | ------- |
| 3                | Брильянт                                             | Aa      |
| 4                | Діамант                                              | Aa      |
| 5                | Перл                                                 | Aa      |
| 5,5              | Агат                                                 | Aa      |
| 6                | Нонпарель                                            | Aa      |
| 7                | Міньон                                               | Aa      |
| 8                | Петит                                                | Aa      |
| 9                | Боргес                                               | Aa      |
| 10               | Корпус або Гарамон                                   | Aa      |
| 11               | Філософі                                             | Aa      |
| 12               | Цицеро                                               | Aa      |
| 14               | Мітел                                                | Aa      |
| 16               | Терція                                               | Aa      |
| 18               | Парангон                                             | Aa      |
| 20               | Текст                                                | Aa      |
| 24               | Подвійний цицеро                                     | Aa      |
| 28               | Подвійний мітел                                      | Aa      |
| 32               | Малий канон[джерело?] або подвоєна терція [джерело?] | Aa      |
| 36               | Канон[джерело?] або потроєний цицеро                 | Aa      |
| 40               | Подвоєний текст                                      | Aa      |
| 42               | Великий канон[джерело?]                              | Aa      |
| 48               | Квадрат або чотири цицеро                            | Aa      |
| 54               | Великий місал                                        | Aa      |
| 60               | Сабон або 5 цицеро                                   | Aa      |
| 66               | Великий сабон                                        | Aa      |
| 72               | Шість цицеро                                         | Aa      |
| 84               | Сім цицеро                                           | Aa      |
| 96               | Вісім цицеро                                         | Aa      |
| 120              | Реал                                                 | Aa      |
| 150              | Імперіал                                             | Aa      |
| 210              | Санспарель                                           | Aa      |